# Batalion „Bończa”

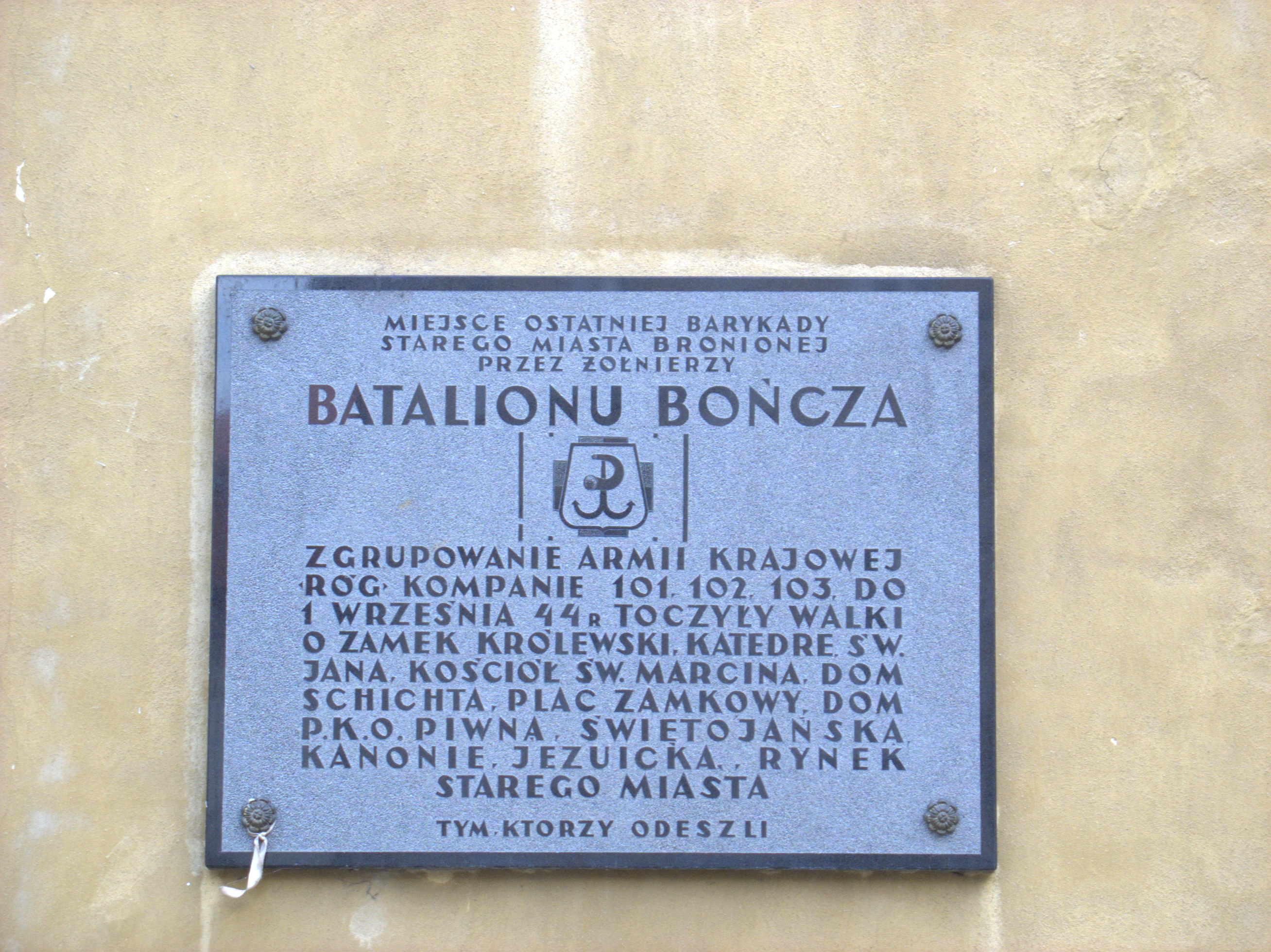
„Batalion Bończa” – tablica upamiętniająca na ul. Kanonia w Warszawie

Batalion „Bończa” – oddział bojowy Armii Krajowej, istniejący od 1940 r., stanowiący Zgrupowanie I w Rejonie I Obwodu Śródmieście AK. Nazwa batalionu wywodzi się od pseudonimu dowódcy – rtm. Edwarda Sobeskiego. Oddział brał udział w walkach w powstaniu warszawskim. Walczył na Starym Mieście w Zgrupowaniu „Róg”, w ramach Grupy AK „Północ”, od 3 do 6 września znajdował się w składzie Grupy „Powiśle” broniącej Powiśla, zaś od 6 września do 3 października w Grupie „Róg”, w ramach obrony Śródmieścia-Północ. 20 września 1944 r. oddział przekształcił się w 1 kompanię I batalionu strzelców 36 Pułku Piechoty Legii Akademickiej AK.

## Historia
Zalążki oddziału powstały pod koniec 1939 r. Kadra oddziału w ramach Związku Walki Zbrojnej wywodziła się z oddziału 7 Pułku Strzelców Konnych Wielkopolskich organizowanego w konspiracji w ramach „Korpusu Zachodniego”, formacji tworzonej od 1941 r. przez ZWZ z przesiedlonych mieszkańców Wielkopolski i Pomorza. Oddział został później przekształcony w jednostkę wojskową Armii Krajowej. W skład oddziału wchodzili robotnicy i rzemieślnicy oraz młodzież gimnazjalna ze Starego Miasta, Woli i Powiśla.
Pierwszym dowódcą oddziału był NN „Paragraf”. Pierwsza grupa na bazie zalążkowych kompanii 100 dowodzonej przez pchor. Ludwika Studniarza „Mazur” i kompanii 101 pchor. „Hynka”, utworzył na przełomie 1940 i 1941 r. wspólną kompanię 101. Dowódcą kompanii został pchor. „Mazur”. Po jego aresztowaniu pod koniec 1942 r. dowódcą został chor. Czesław Zaleski „Lubicz”.
Kompania 102 powstała w okresie od 1 stycznia do 30 kwietnia 1940 r. jako oddział kadrowy Związku Odrodzenia Rzeczypospolitej dowodzony przez plut. Władysława Piecha „Piechur”. Oddział w liczbie 96 żołnierzy został przekazany por. pil. Jerzemu Marcinkowskiemu „Jur”. W 1943 r. „Jur” przeszedł z grupą 30 żołnierzy do Bazy Lotniczej „Łużyce”, jego funkcję objął st. wachm. Zdzisław Mayzner „Mierosławski”. W 1943 r. do kompanii włączono pluton Gwardii Ludowej WRN, ok. 70 żołnierzy pod dowództwem plut. Stanisława Kwiatkowskiego „Lopek”.
W 1942 r. oddział został włączony do struktur Armii Krajowej w Rejonie I Obwodu Śródmieście AK jako I Zgrupowanie. Dowódcą został wówczas rtm. Romuald Radziwiłłowicz „Zaremba”. Na jesieni 1942 r. został on odwołany, a jego miejsce miał objąć rtm. Czesław Grudziński „Ruczaj”, który jednak nie objął funkcji. Funkcję dowódcy pełnił pro. NN „Kaszub”, a po jego śmierci rtm. Edward Sobeski „Bończa”.

### Ordre de bataille 31 lipca 1944
Dowództwo
- Dowódca – rtm. Franciszek Sobeski „Bończa”;
- Zastępca – por. Alfred Markiewicz „Jerzy” (nie przystąpił do powstania w składzie batalionu)[5]
- Adiutant – kpr. pchor. Alfons Zaprzalski „Verus”;
- Oficer informacyjny (wywiadu) – ppor. Władysław Piech „Piechur”[6]
- Oficer inspekcyjny – ppor. Henryk Pećko „Tomasz”[6].
- Oficer gospodarczy – ppor. rez. Alfred Markowski „Jerzy”; zastępca – sierż. Tadeusz Małecki „Jelita Gustaw”;
- Oficer broni – ppor. posp. rusz. Stanisław Pec „Siwek”;
- Oficer inspekcyjny – por. Henryk Pećko „Piechura”;
- Szef służby zdrowia – ppor. lek. Józef Kłosowski „Rola”;
- komendantka sanitariatu – ppor. Monika Jeżewska „Monika”;

Oddziały
- Kompania 101 – dowódca chor. Czesław Zalewski „Lubicz Sław”; zastępca szef – sierż. Franciszek Kaczmarek „Mściwy”;
  - I Pluton – dowódca plut. Aleksander Roman Aksenow „Malarz”[7][8]. Według innej wersji dowódcą był NN „Tomasz Zemster”[9].
  - II Pluton – dowódca plut. pchor. Karol Ropelewski „Karolak”[9], lub sierż. NN „Ligoń”[7];
  - III Pluton – dowódca pchor. Piotr Jaszczuk „Tomaszewski”[7][10].
- Kompania 102 – dowódca st. wachm. pchor. Zdzisław Meyzel „Mierosławski”[9].
  - I Pluton – dowódca plut. Mieczysław Cichalewski „Cichy”[7];
  - II Pluton – dowódca sierż pchor. Zdzisław Biernacki „Zakrzewski”(OW PPS)[7] lub NN „Zygmunt V”[9] (chodzi o Floriana Jaronowskiego „Zygmunt”[11]);
  - III Pluton – dowódca sierż. Józef Jemieluch „Radiex III”(OW PPS)[9], lub plut. Jan Krawczyk „Mały”(OW PPS)[11]
- Kompania 103 – dowódca ppor. rez. piech. Jan Sędkowski „Wilk II”
  - I Pluton – dowódca NN „Narew”
  - II Pluton – dowódca NN „Siwek”[9], lub plut. Edward Łopatecki „Młodzik”[12].
- Kompania 104 – dowódca ppor. rez. Kazimierz Puczyński „Wroński” (kompania została oddelegowana jako odwód komendanta Rejonu 1 Obwodu Śródmieście AK mjr Stanisława Błaszczaka „Róg”).
  - Pluton 1128 – dowódca ppor. Roman Kozłowski „Szczerba”;
  - Pluton 1129 – dowódca NN
  - Pluton 1130 – dowódca NN „Jordan”[13].

Przed powstaniem 101 kompania liczyła 62 żołnierzy, posiadając uzbrojenie – 1 pistolet maszynowy, 2 karabiny, 7 pistoletów, 28 granatów, według innej wersji stan kompanii w 1944 r. liczył 120–130 żołnierzy, zaś na godzinę „W” zgłosiło się 62 żołnierzy, w tym 2 oficerów, 24 podoficerów, 20 szeregowców, 7 łączników i 9 sanitariuszek. Punkt zborny kompanii mieścił się przy ul. Jezuickiej 4.
102 kompania liczyła 26 żołnierzy, posiadając 5 pistoletów, 10 granatów, butelki zapalające. Według innej wersji kompania w godzinie „W” liczyła ok. 70 żołnierzy, w tym 1 chorąży, 8 podoficerów, 56 szeregowych i 8 sanitariuszek.
Natomiast 103 kompania w godzinie „W” liczyła 48 żołnierzy, posiadając 2 pistolety VIS, 1 typu „piątka” i 40 granatów. Według innej wersji kompania w 1943 r. liczyła ok. 95 żołnierzy, natomiast w godzinie „W” dotarło ok. 45 żołnierzy, lub 47 żołnierzy, zaś według Wielkiej Ilustrowanej Encyklopedii Powstania Warszawskiego było to dwóch dowódców (ppor. „Wilk”, plut. „Młodzik”), 46 żołnierzy i sanitariuszka Stefania Mizutowicz „Brzózka”.

## Szlak bojowy

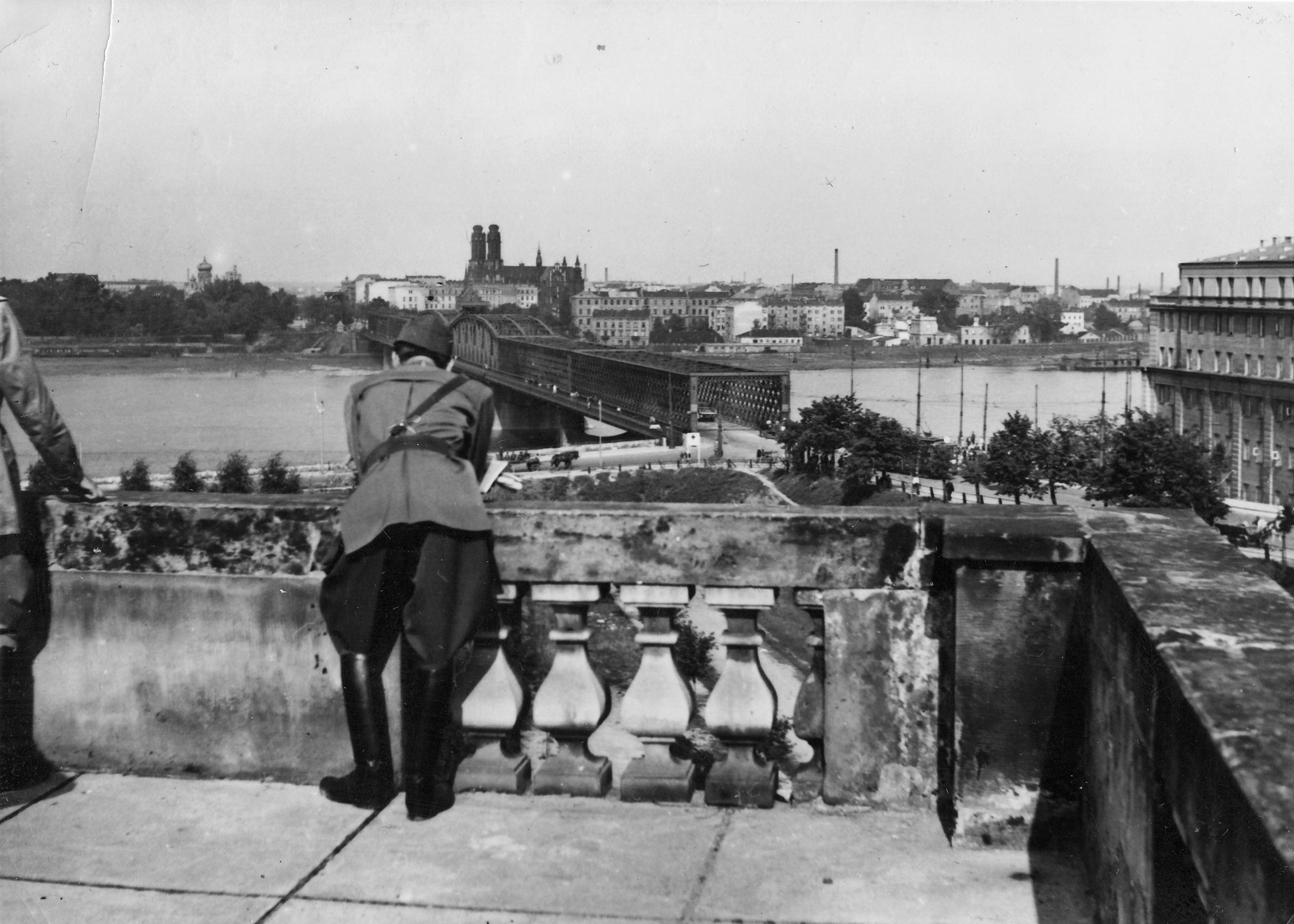
Warszawa podczas okupacji: dwóch Niemców patrzy na Pragę i most Kierbedzia z tarasów Zamku Królewskiego w Warszawie. Po prawej widoczny dom Schichta, przy zdobywaniu którego zginęła większość żołnierzy 103 kompanii

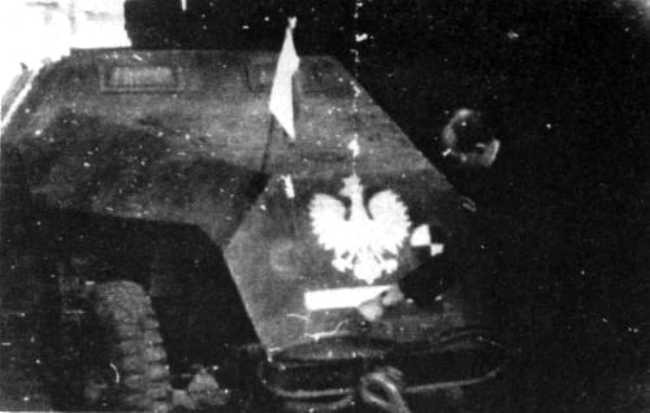
Pojazd Starówka zdobyty przez żołnierzy batalionu „Bończa” w czasie powstania

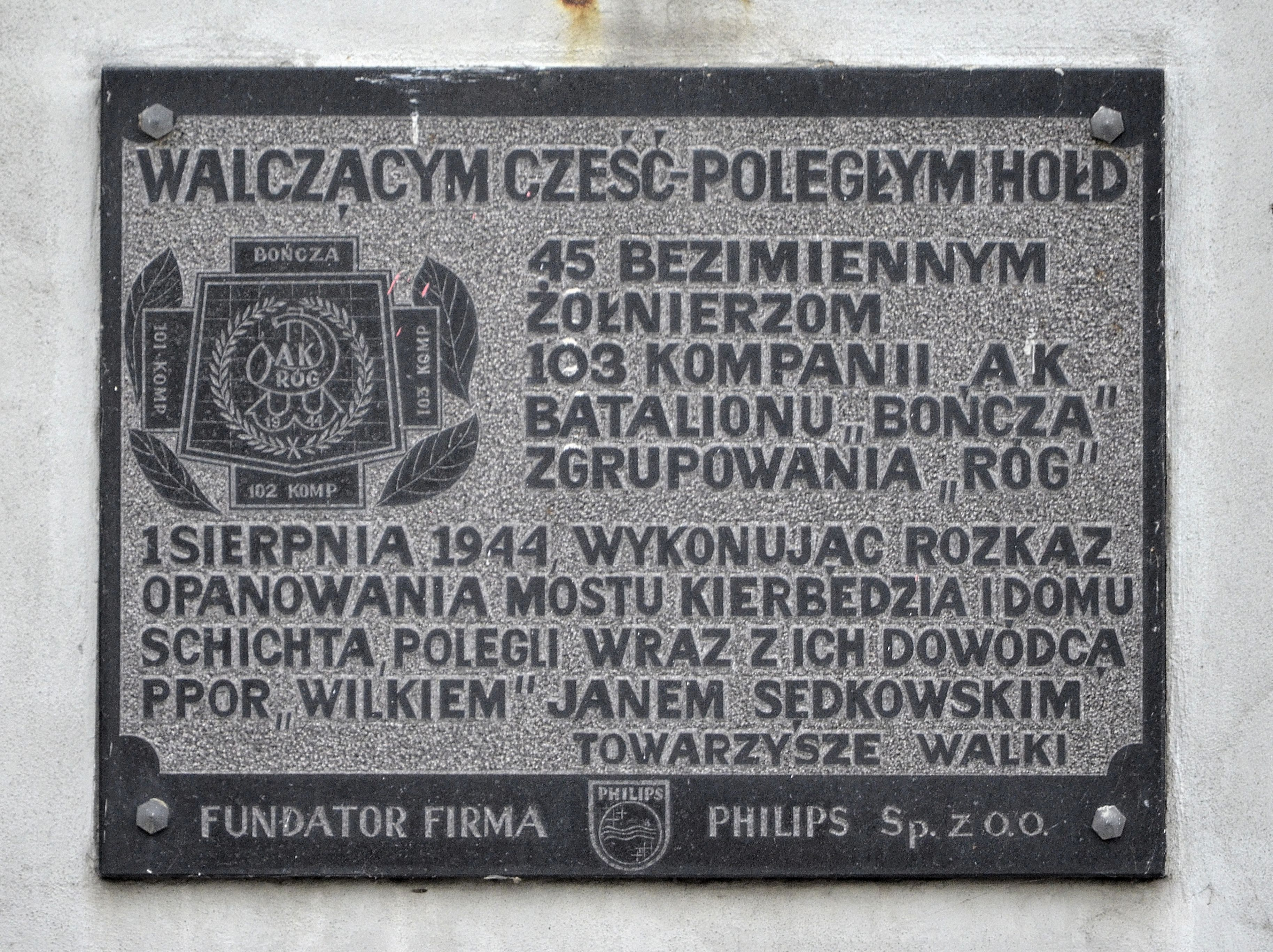
Tablica na moście Śląsko-Dąbrowskim poświęcona poległym żołnierzom ze 103 kompanii

Batalion otrzymał zadanie opanowania przyczółka mostu Kierbedzia, i jako cel pośredni zdobycie baterii artylerii na podzamczu. Natarcie załamało się na niemieckiej obronie w rejonie Podzamcza. W czasie ataku na umocniony dom Schichta niemal całkowicie wybita została 103 kompania (poległo 42 żołnierzy). Ocalało tylko 4 żołnierzy. Kompania 101 i 102 zajęły północną cześć Zamku, a następnie brały udział, nocą z 1 na 2 sierpnia, w budowie sześciu umocnionych punktów oporu – barykad.
2 sierpnia, w wyniku rekrutacji, stan batalionu wzrósł do ok. 300 żołnierzy. Zadaniem batalionu była obrona odcinka od ul. Piwnej przez plac Zamkowy, Dziekanię, Kanonię, ul. Brzozową do Kamiennych Schodków.
Od 6 sierpnia rejon broniony przez batalion znalazł się w ogniu niemieckiego ostrzału artyleryjskiego z Pragi i bombardowań lotniczych, a od 7 sierpnia w bezpośredniej styczności bojowej z oddziałami gen. Reinefartha wspieranej wozami pancernymi. 7 sierpnia na Placu Zamkowym, żołnierze II plutonu, 101 kompanii zdobyli niemiecki półgąsienicowy transporter opancerzony typu Sd.Kfz 251/1 Ausf. D, nazwany później „Starówka”. Niestety, ze względu na specyficzne warunki panujące na Starym Mieście (gęsta zabudowa, wąskie uliczki i duża ilość barykad) pojazd nie został użyty bojowo. Stałym miejscem postoju był przejazd pod dzwonnicą katedry św. Jana.
25 sierpnia załamała się obrona reduty w budynkach PKO na ul. Brzozowej. 28 sierpnia w ręce nieprzyjaciela przeszła katedra św. Jana. 29 sierpnia 102 kompania opuściła barykadę na ul. Piwnej i podjęła walkę na ul. Jezuickiej. 27 sierpnia został ranny dowódca batalionu, zaś dowództwo przejął kpt. Jerzy Czarski „Czahar”.
30 sierpnia podjęto nieudaną próbę przebicia się do Śródmieścia. 1 września otrzymano rozkaz wycofania się do kanału przy ul. Długiej.
Po opuszczeniu kanałów, 2 września, pozostałości batalionu w sile jednej kompanii, zostały skierowane na kwatery do kina „Casino” i hotelu „Savoy”, a później do konserwatorium w Zamku Ostrogskich. Po przejściu do Śródmieścia, 4 września kompania została włączona do Grupy „Powiśle”, do walki na Powiślu na odcinku ulic Elektryczna, Zajęcza, Topiel, Tamka.
6 września poniosła ciężkie straty w zbombardowanym konserwatorium, osłaniała oddziały zgrupowania „Krybar” i organizowała ostatni punkt oporu na Powiślu na linii ul. Kopernika róg Foksal. Tego dnia zginął rtm. „Bończa”.
Ostatnią placówką pozostałości batalionu Bończa była Poczta Główna na placu Napoleona (dziś Powstańców Warszawy), której broniono do końca powstania. W toku walk straty batalionu sięgnęły 60% stanów osobowych. Pozostałości batalionu, jako kompania dowodzona przez Zbigniewa Blichewicza „Szczerbę” zostały po 20 września włączone jako 1 kompania strzelców I batalionu 36 Pułku Piechoty Legii Akademickiej AK.

## Odznaczeni
Wykaz jednoznacznie zidentyfikowanych żołnierzy batalionu:
Krzyż Srebrny Orderu Virtuti Militari
- ppor./por. Zbigniew Blichewicz „Szczerba”, dowódca 101 kompanii, dowódca oddziału, – (numer krzyża 11781) odznaczony na mocy rozkazu Dowódcy AK nr 424 z 18 września 1944 z uzasadnieniem: „za wyjątkową osobista odwagę i dodatni wpływ na otoczenie podczas walk”[18].
- kpr. pchor. Zbigniew Tadeusz Chałko „Cyganiewicz” – (numer krzyża 13844) odznaczony na mocy rozkazu Dowódcy AK nr 418, z 14 września 1944[19].
- plut. Edward Łopatecki „Młodzik”, dowódca plutonu w 103 kompanii, następnie w 101 kompanii – (numer krzyża 11498) odznaczony na mocy rozkazu Dowódcy AK z 18 września 1944 z uzasadnieniem: „za wyjątkową osobista odwagę i dodatni wpływ na otoczenie podczas walk”[20].
- kpr./plut. Tadeusz Marian Rdzanek „Teddy”, 101 kompania – odznaczony na mocy rozkazu Dowódcy AK nr 461 z 25 września 1944 z uzasadnieniem: „za wyjątkową osobista odwagę i dobry przykład dla otoczenia i dodatnie wyniki w dowodzeniu”[21].
- ppor. Jan Sędkowski „Wilk”, dowódca 103 kompanii, zginął 1 sierpnia 1944 – odznaczony pośmiertnie na mocy rozkazu Dowódcy AK nr 511 z 18 sierpnia 1944 z uzasadnieniem: „za wyjątkową odwagę osobistą wykazaną w walce”[22].
- kpr. Henryk Zalewski „Hiszpan”, 102 kompania – odznaczony na mocy rozkazu Dowódcy AK z 25 września 1944 z uzasadnieniem: „za wyjątkową osobista odwagę i dobry przykład dla otoczenia i dodatnie wyniki w dowodzeniu”[23][24] .